# Michele Mascitti
Michele Mascitti, né en 1664 à Villa Santa Maria dans les Abruzzes et mort le 24 avril 1760 à Paris, est un violoniste et compositeur italien.

## Biographie
Michele Mascitti reçut son éducation musicale de Pietro Marchitelli (1643-1729), violoniste à la cour royale de Naples, ainsi que, probablement, de Corelli au théâtre San Bartolomeo. Puis il fut engagé comme violoniste dans l'orchestre royal.
Son tempérament voyageur l'amena à parcourir tout d'abord l'Italie, puis l'Europe musicale. Il séjourna quelque temps en Allemagne, puis aux Pays-Bas. À partir de 1704, il se fixa définitivement à Paris où il francisa son prénom en Michel et où il se fit naturaliser français en 1739. Il se plaça successivement sous la protection de grands personnages : le cardinal Ottoboni, le duc d'Orléans, le duc-électeur de Bavière.
À Paris, il publia neuf recueils de sonates. De son vivant, il jouit d'une renommée comparable à celles d'Albinoni ou de Corelli. Ses compositions sont principalement dans le style italien, mais incorporent aussi des éléments de l'esthétique française. Elles présentent une harmonie très innovante.

## Ouvrages publiés
- 12 sonates en trio Opus 1
- 15 sonates de chambre avec violon et basse continue Opus 2
- 12 sonates de chambre avec violon et violoncelle ou clavecin Opus 3 (Paris, 1722)
- 14 sonates en trio Opus 4
- 12 sonates Opus 5 (n° 12 « Psyché »)
- 4 concerts à six Opus 6 (Paris, 1727)
- 8 sonates de chambre avec violon et basse continue Opus 7
- 12 sonates Opus 8 (1731)
- Sonates avec violon et basse continue Opus 9